# Coraciiformes
Coraciiformes é uma ordem de aves de médio a grande porte com seis famílias oriundas sobretudo da África e da Europa.
As aves coraciformes têm em geral um bico robusto e colorido, geralmente vermelho ou amarelo. As pernas são curtas e terminam em patas pequenas mas fortes, total ou parcialmente sindáctilas. A plumagem é bastante variável de acordo com a família, assim como a presença ou ausência de dimorfismo sexual. As asas arredondadas e curtas são especialmente adaptadas ao voo curto. A cauda varia entre dimensões médias a muito grandes. Os coraciformes são aves geralmente arborícolas que preferem climas tropicais.
A maioria das espécies constrói ninhos rudimentares em buracos encontrados em rochas, árvores ou no solo. As posturas variam de acordo com a espécie entre 3 a 6 ovos incubados normalmente pela fêmea. Em todas as espécies de coraciformes é o casal que presta os cuidados parentais às crias.
As fronteiras do grupo são bastante difusas, e classificações anteriores incluíam muito mais famílias; no entanto estudos de linhagem genética sugeriram que esse agrupamento era artificial

## Famílias
A ordem Coraciiformes foi remodelado pela União Ornitológica Internacional da seguinte forma:
- Coraciidae – rolieiros
- Brachypteraciidae - rolieiros-da-terra
- Alcedinidae - guarda-rios, martins-caçadores, cucaburras, pica-peixes e martins-pescadores.
- Todidae - todas
- Momotidae - udus e juruvas
- Meropidae - abelharucos

### Famílias incluídas noutras ordens
As seguintes famílias eram tradicionalmente incluídas entre os Coraciiformes mas foram reclassificadas noutras ordens:
- Upupidae - poupas, atualmente classificada entre os Bucerotiformes
- Phoeniculidae - zombeteiros, atualmente classificada entre os Bucerotiformes
- Bucerotidae - calaus, atualmente classificada entre os Bucerotiformes
- Leptosomatidae - rolieiro-cuco, elevada a ordem própria, Leptosomiformes